# Woldstedtius tetracarinatus
Woldstedtius tetracarinatus är en stekelart som beskrevs av Wang, Ma och Wang 1992. Woldstedtius tetracarinatus ingår i släktet Woldstedtius och familjen brokparasitsteklar. Inga underarter finns listade i Catalogue of Life.